# Deuteronilus Mensae
Deuteronilus Mensae é uma região em Marte com uma extensão de 937 quilômetros centrada a 43.9º N e 337.4º W. Ela cobre 344° -325° E e 40°-48° N. A região de Deuteronilus fica a norte de Arabia Terra e faz parte do quadrângulo de Ismenius Lacus.  Ela se situa entre os planaltos do sul, de terreno antigo e repleto de crateras e as planícies baixas do hemisfério norte. A região contém terrenos elevados de topo achatado  que podem ter sido formados por geleiras em algum ponto do passado.  Geleiras persistem na região em tempos modernos, com ao menos uma galeira cuja formação estima-se se deu em um período recente de 100,000 a 10,000 anos atrás.  Evidência recente do radar da Mars Reconnaissance Orbiter tem mostrado que partes de Deuteronilus Mensae contém gelo de fato. 

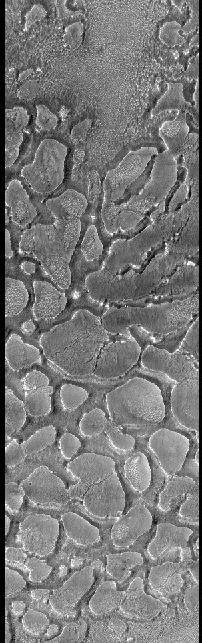
Deuteronilus Mensae, visto pela Mars Global Surveyor.
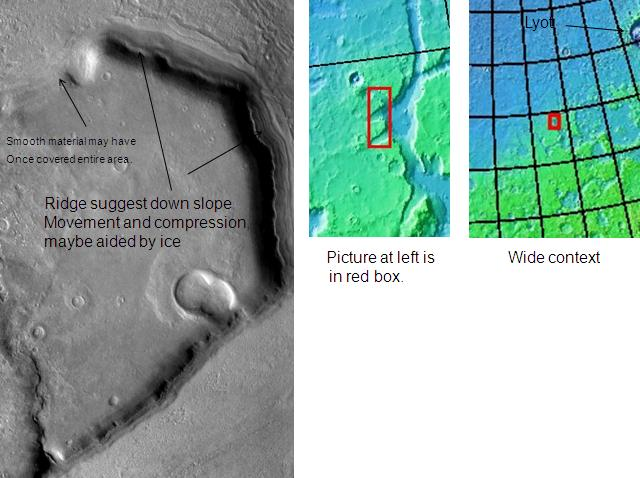
Tergos em Deuteronilus Mensae que sugerem o movimento de depósitos, visto pela THEMIS.
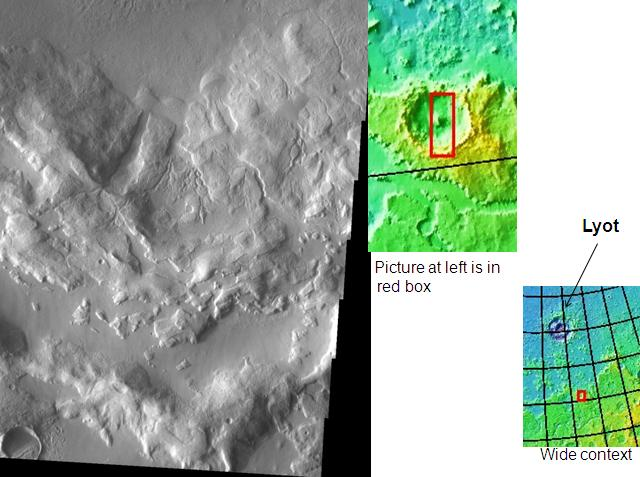
Pequenos vales na parede de uma cratera em Deuteronilus Mensae, visto pela THEMIS.

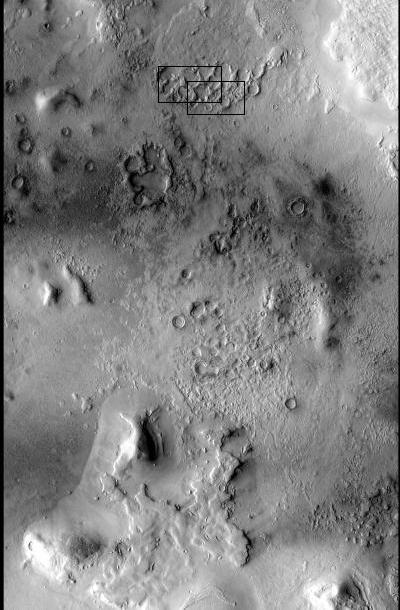
Imagem em contexto da CTX de Deuteronilus Mensae mostrando a localização das duas imagens seguintes.
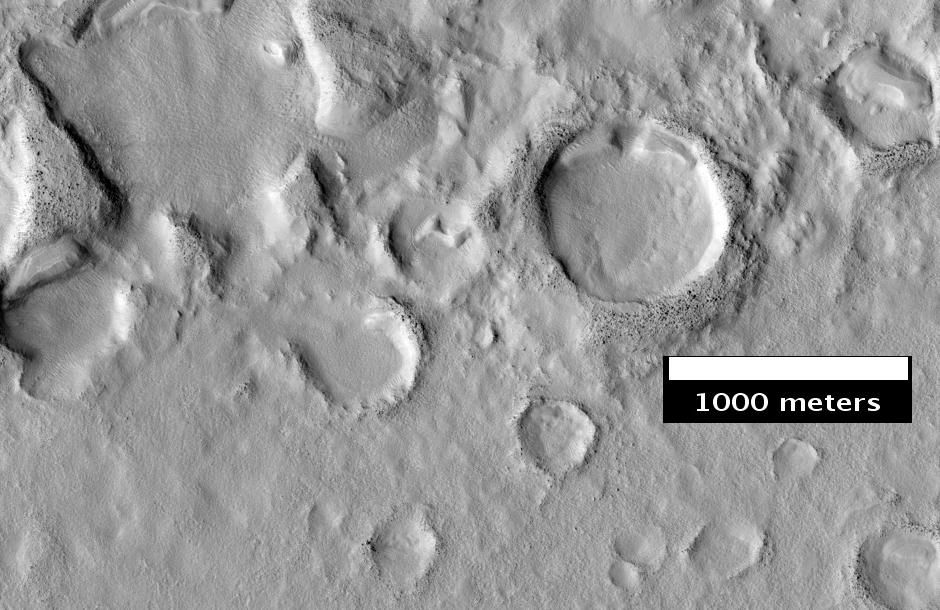
Terreno erodido em Deuteronilus Mensae, visto pela HiRISE, sob o programa HiWish.
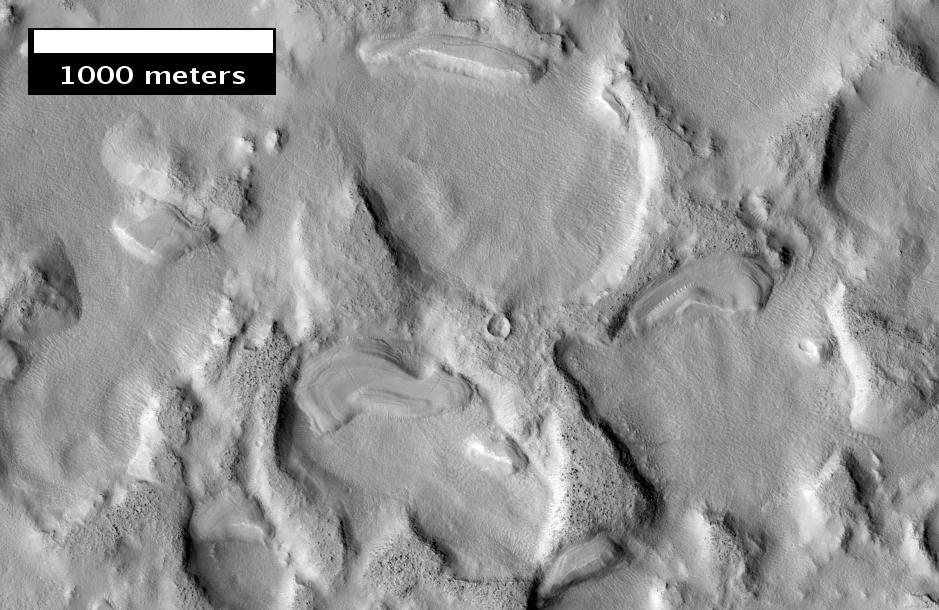
Outra vista de um terreno erodido em Deuteronilus Mensae, visto pela HiRISE, sob o programa HiWish.
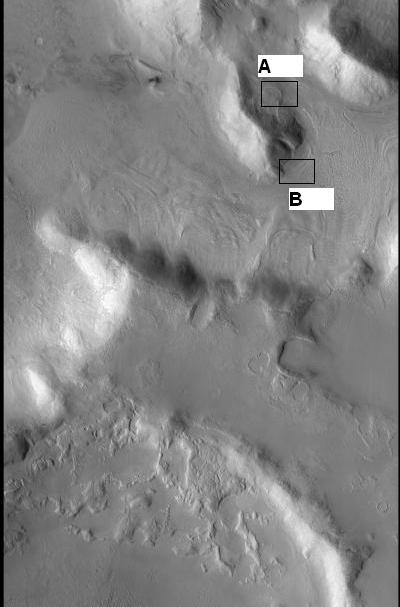
Imagem em contexto da CTX mostrando a localização da imagem seguinte da HiRISE (caixa com a letra A).
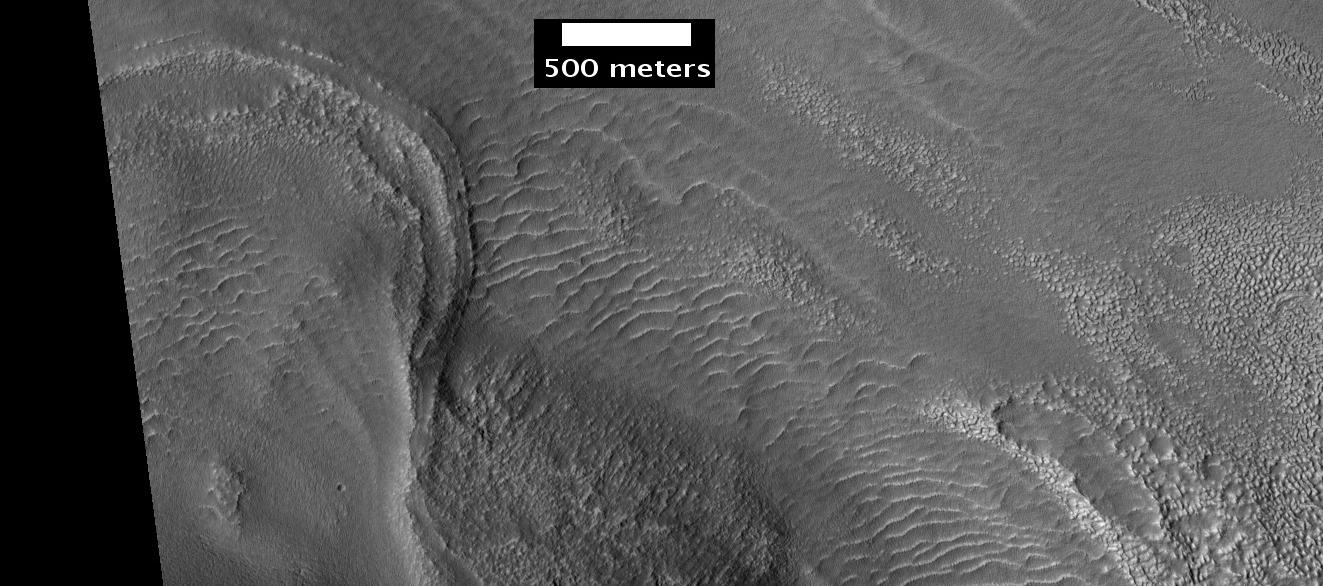
Possível morena na terminação de uma antiga geleira ou montículo em Deuteronilus Mensae, visto pela HiRISE, sob o programa HiWish. A localização dessa imagem é a legenda A na imagem anterior.
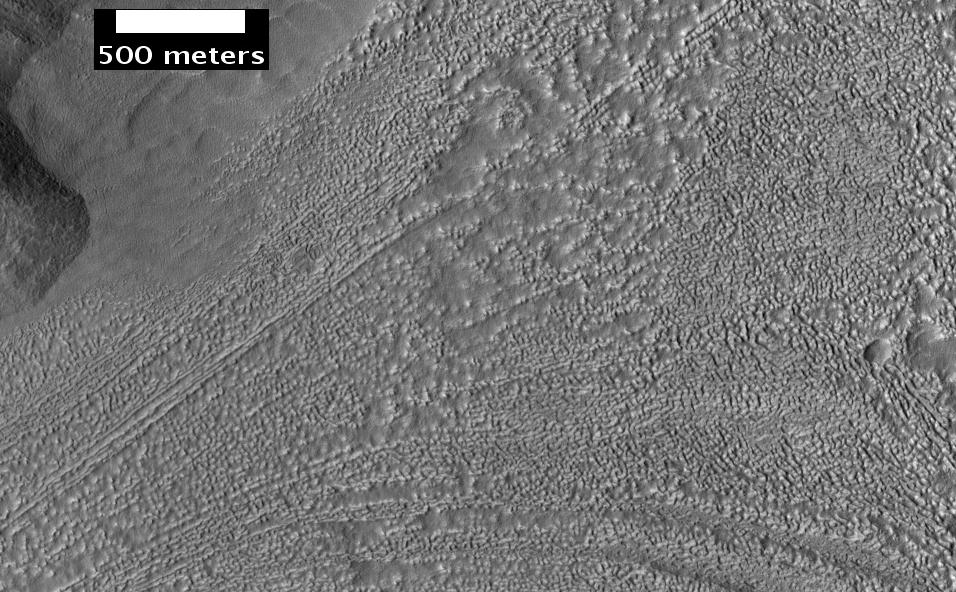
Superfície complexa ao redor de um montículo em Deuteronilus Mensae, visto pela HiRISE, sob o programa HiWish. A localização dessa imagem é a legenda B na imagem anterior.